# Джарбусынова, Мадина Бинешовна
Мадина Бинешовна Джарбусынова (10.11.1954) — государственный и общественный деятель, дипломат, Чрезвычайный и Полномочный Посланник 2 класса, кандидат филологических наук.

## Биография
Родилась 10 ноября 1954 года в городе Алма-Ата.
В 1976 году окончила Алматинский педагогический институт иностранных языков по специальности учитель английский язык. В 1980 году защитила кандидатскую диссертацию на тему «Типы предложений без финитного глагола в современном английском языке». 1998 году окончила Дипакадемию Министерства иностранных дел Республики Казахстан РК. Чрезвычайный и Полномочный Посланник 2-го класса (11.1999)

## Трудовая деятельность
• 1974—1977 — секретарь комитета комсомола факультета английского языка Казахский университет международных отношений и мировых языков имени Абылай хана
• 1977—1980 — аспирант Института языкознания АН СССР
• 1980—1983 — преподаватель, ст. преподаватель кафедры грамматики английского языка АПИИЯ
• 1983—1987 — инструктор, завотделом по работе с научной молодёжью ЦК ЛКСМ Казахстана
• 1987—1990 — секретарь парткома, старший преподаватель АПИИЯ
• 1990—1995 — завсектором Информационного центра Верховного Совета КазССР
• 1995—1997 — Первый секретарь, советник, заместитель начальника, начальник главного управления международных организаций и международных экономических отношений Министерства иностранных дел Республики Казахстан
• 1997 — Заместитель директора департамента многостороннего сотрудничества Министерства иностранных дел Республики Казахстан
• 1997—1998 — Начальник управления ООН и международных экономических организаций-заместитель директора 1-го департамента Министерства иностранных дел Республики Казахстан
• 1998 — Директор 1-го департамента Министерства иностранных дел Республики Казахстан
• 11.1998-11.1999 — Вице-министр иностранных дел Республики Казахстан
• 1999—2003 — Постоянный представитель Республики Казахстан при ООН, Чрезвычайный и Полномочный Посол Республики Казахстан в Республике Куба по совместительству
• 02.2003-03.2003 — Председатель Генеральной ассамблеи ООН
• 08.2003 — Посол по особым поручениям Министерства иностранных дел Республики Казахстан
• 2003—2004 — Национальный координатор по вопросам участия Республики Казахстан в Шанхайской организации сотрудничества
• 2013 — Координатор проектов ОБСЕ в Украине
• 06.2014 — Специальный представитель ОБСЕ по борьбе с торговлей людьми